# Tortoreto
Tortoreto is een gemeente in de Italiaanse provincie Teramo (regio Abruzzen) en telt 8401 inwoners (31-12-2004). De oppervlakte bedraagt 23,0 km², de bevolkingsdichtheid is 356 inwoners per km².
De volgende frazioni maken deel uit van de gemeente: Cavatassi, Terrabianca, Salino.

## Demografie
Tortoreto telt ongeveer 3669 huishoudens. Het aantal inwoners steeg in de periode 1991-2001 met 11,3% volgens cijfers uit de tienjaarlijkse volkstellingen van ISTAT.
| Jaar | Inwoneraantal |
| ---- | ------------- |
| 1991 | 7040          |
| 2001 | 7836          |

## Geografie
De gemeente ligt op ongeveer 239 m boven zeeniveau.
Tortoreto grenst aan de volgende gemeenten: Alba Adriatica, Corropoli, Giulianova, Mosciano Sant'Angelo, Sant'Omero.

## Sport
Tororeto is twee keer aankomstplaats geweest van een etappe in wielerkoers Ronde van Italië. De Italiaan Filippo Casagrande (1995) en Slowaak Peter Sagan (2020) wonnen er de etappe.

## Galerij

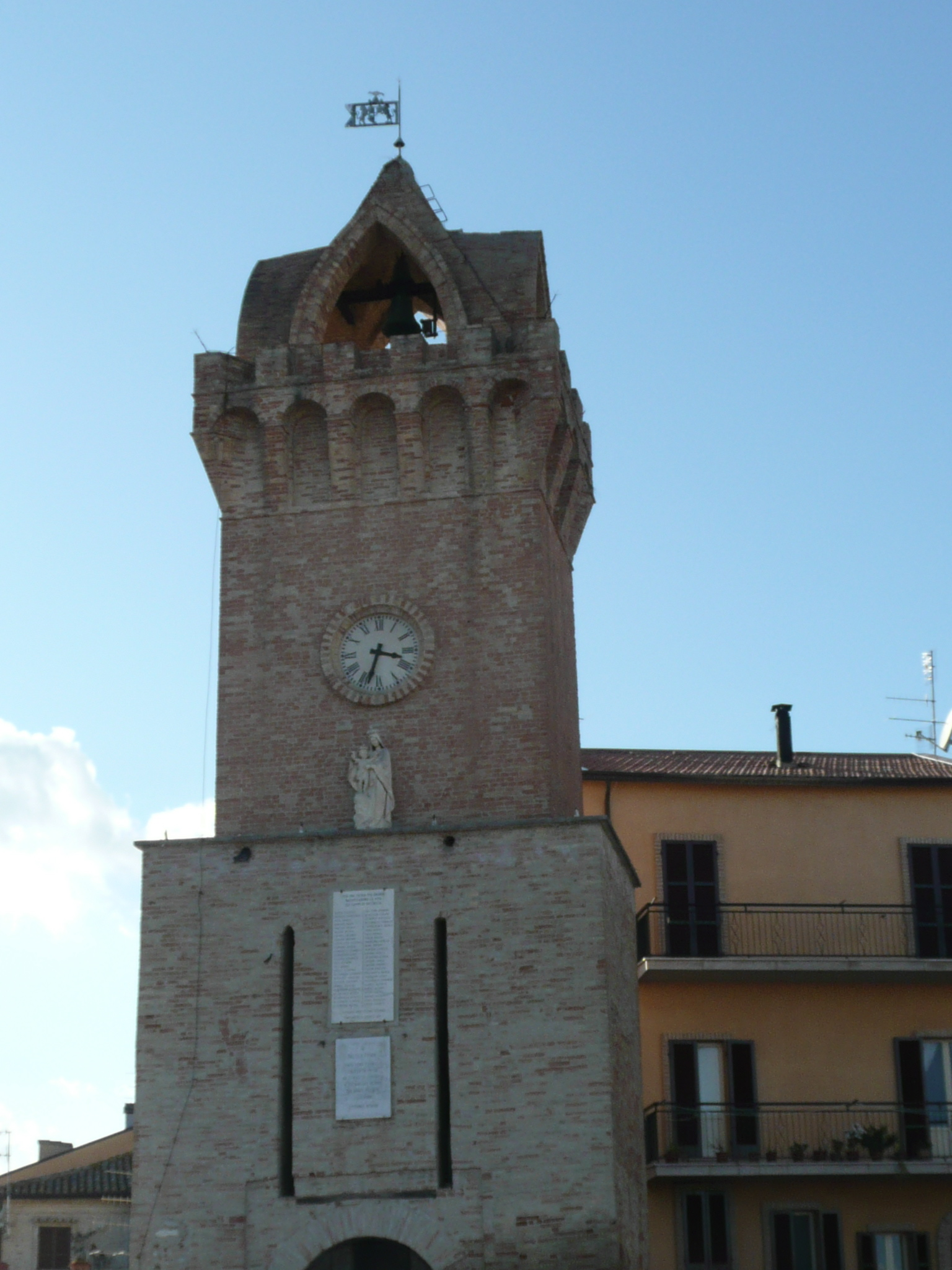
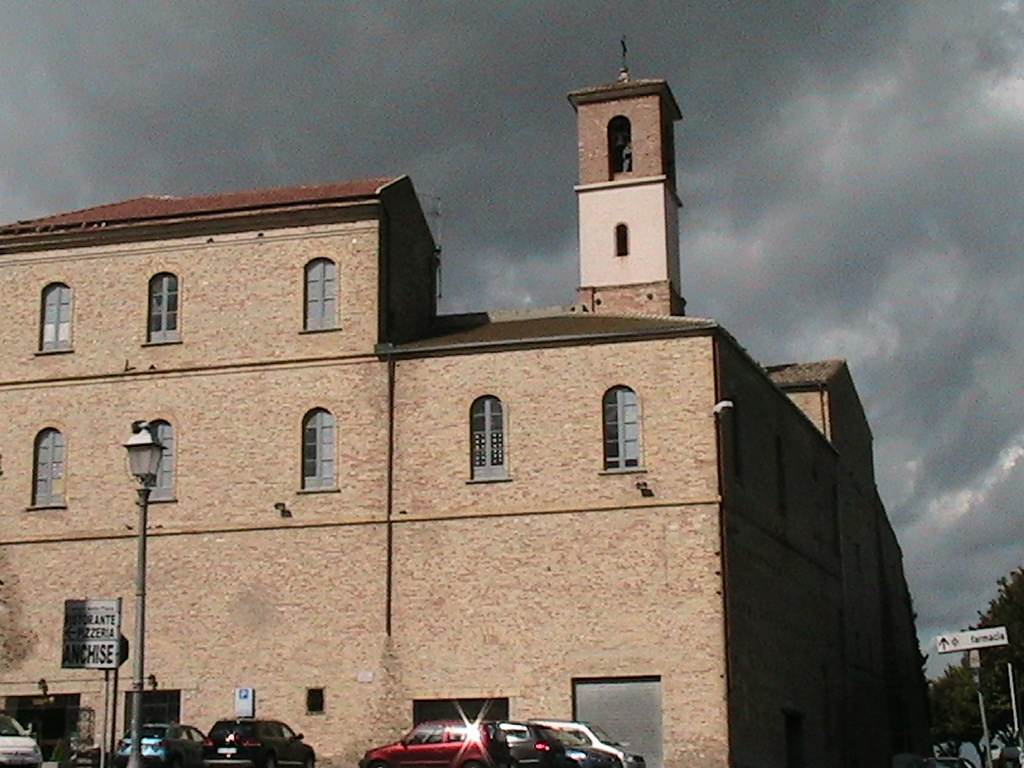
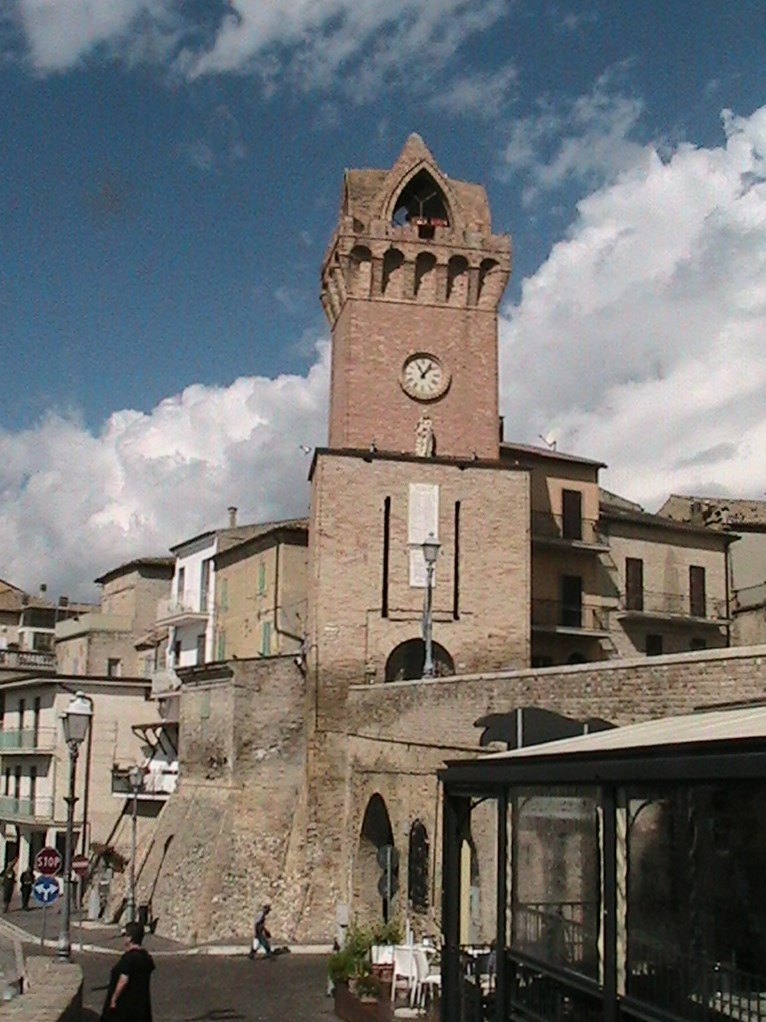
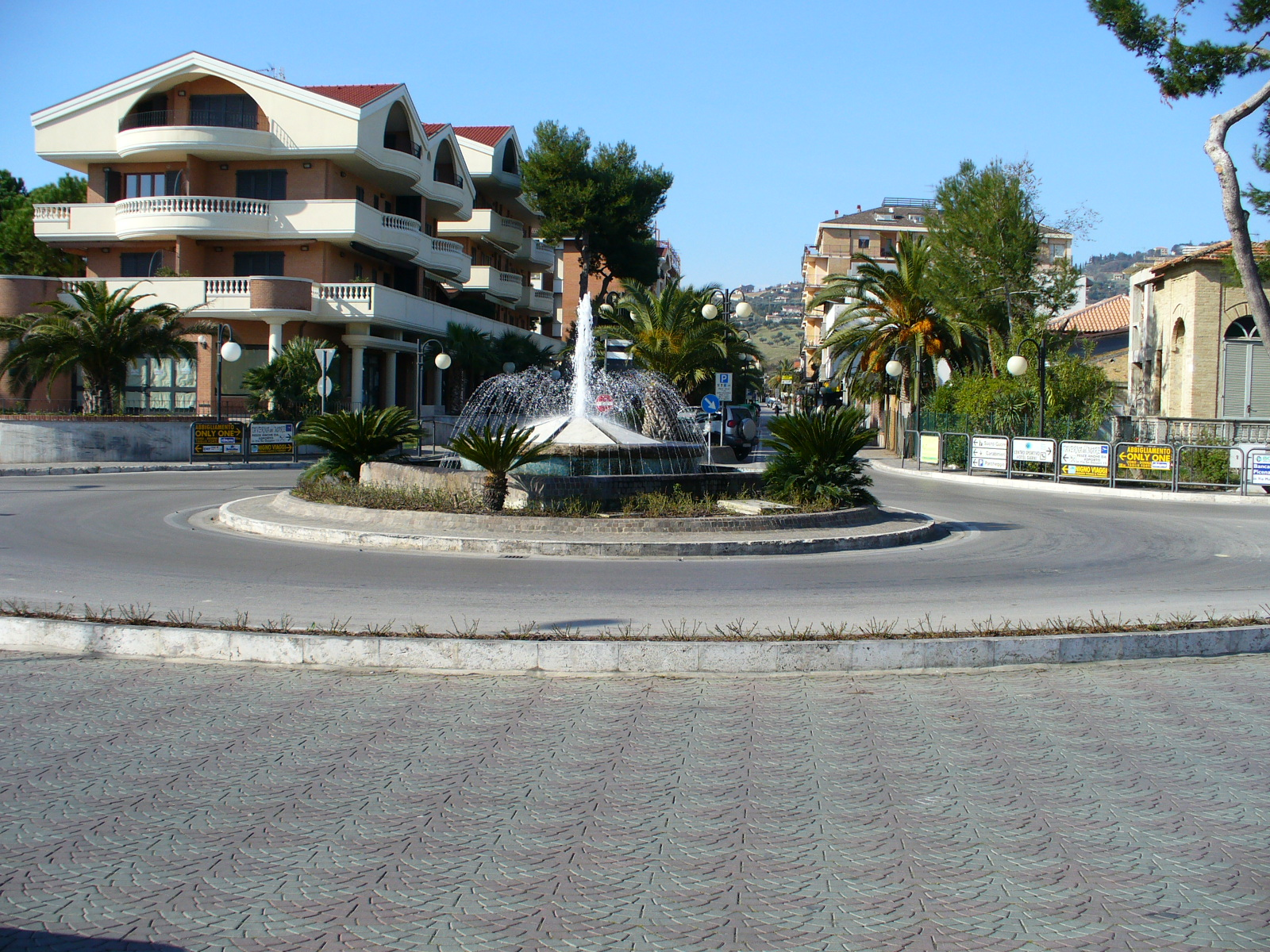